# Дорожные работы (роман)
«Дорожные работы» (англ. Roadwork) — роман американского писателя Стивена Кинга в жанре психологической драмы. Был опубликован в 1981 году под псевдонимом Ричард Бахман.

## Сюжет
Действие романа разворачивается в городке Уэстгейте в двух временных периодах — в августе 1972 года и с 20 ноября 1973 года по 20 января 1974 года.
В прологе романа в телеинтервью неназванный человек высказывает своё гневное мнение о новом проекте расширения автострады №784.
20 ноября 1973 года 40-летний Бартон Джордж Доус (тот самый неназванный человек) посещает оружейный магазин и покупает два мощных огнестрельных оружия — револьвер «Smith & Wesson» с патронами 44 калибра и ружьё «Weatherby» с патронами 460 калибра. История постепенно раскрывает, что тремя годами ранее от рака мозга умер Чарли (сын Доуса), а сам Доус не может (или не желает) разрывать свои жизненные связи как с прачечной «Блю Риббон», в которой он работает, так и с домом, в котором он живёт со своей женой Мэри и в котором вырос Чарли, поскольку прачечная «Блю Риббон» и весь его район в рамках проекта расширения автострады подлежали сносу.
28 ноября Доус увольняется с работы, перед этим намеренно саботировав покупку нового помещения для «Блю Риббон» в Уотерфорде, и его жена Мэри уходит от него после того, как узнала об обоих этих действиях и о том, что он так и не нашёл для них новый дом после переезда. 6 декабря, бесцельно разъезжая по дороге, Доус подбирает молодую автостопщицу Оливию Бреннер (направляющуюся в Лас-Вегас) и отвозит её к себе домой; через 2 дня Оливия уезжает и на прощание даёт Доусу таблетку мескалина (позже Оливия звонит Доусу и говорит ему, что добралась до Лас-Вегаса и нашла там работу). Затем Доус обращается к Сальваторе Мальоре, владельцу местного автосалона подержанных автомобилей и связанному с организованной преступностью, в попытке добыть взрывчатку, но Мальоре отказывает Доусу, назвав его сумасшедшим. 18 декабря здание прачечной «Блю Риббон» сносят, а в ночь на 19 декабря Доус создаёт множество «коктейлей Молотова» и с их помощью уничтожает на строящейся автостраде №784 всю дорожную строительную технику; Доуса в итоге не арестовали, но его действия в итоге вызвали лишь двухнедельную задержку строительства. На встрече Нового (1974) года у своего друга Доус принимает таблетку мескалина и окончательно теряет рассудок.
Доус изначально отказывается принять компенсацию в $ 68 500, предлагаемую за экспроприацию своего дома, но меняет своё мнение после того, как городской прокурор угрожает ему обнародованием его свидания с Оливией. Мальоре проверяет дом Доуса на наличие подслушивающих устройств, установленных городскими властями (и в итоге обнаруживает их и изымает), и 11 января всё же соглашается продать ему партию взрывчатки за $ 9000; после её покупки Доус распределяет оставшиеся деньги — $ 35 053 для Мэри, $ 5000 для Фила Дрейка (бывшего священника, с которым Доус познакомился на новогодней вечеринке у своего друга) и $ 15 000 для Оливии (для передачи денег в Лас-Вегас он в последний раз обращается к Мальоре, заплатив ему $ 3000).
20 января 1974 года, всего за несколько часов до того, как он должен будет покинуть дом, Доус полностью минирует его, баррикадируется изнутри и приготавливает револьвер и ружьё. Когда прибывают полиция и городской прокурор, чтобы принудительно выселить Доуса, он открывает по ним стрельбу (при этом никого не убивает, но вынуждает их укрыться), привлекая этим внимание средств массовой информации. Доус принуждает полицию впустить в его дом репортёра с «Канала 9» Дэвида Альберта (того самого, который брал у Доуса интервью в августе 1972 года, но ни тот, ни другой не вспоминают друг друга) и даёт ему второе интервью. После того, как репортёр уходит, Доус выбрасывает оружие в окно и приводит в действие взрывчатку, разрушив дом и убив себя.
В эпилоге романа сообщается, что репортёр Дэвид Альберт и его команда с «Канала 9» получили Пулитцеровскую премию за освещение истории Бартона Джорджа Доуса и раскрытие всей правды о проекте расширения автострады №784, а городские власти подали иск в суд на Мэри Доус из-за её доли компенсации за взорванный дом, но из-за широкого общественного резонанса иск был отозван.

## Отсылки к другим произведениям Кинга
- В прачечной «Блю Риббон» разворачивается действие рассказа «Мясорубка». Также прачечная «Блю Риббон» упоминается в романе «Кэрри» — в ней работает Маргарет Уайт, мать главной героини.
- Однозарядная винтовка 22 калибра и случайно подстреленная ею голубая сойка также упоминаются в повести «Способный ученик» и в романе «Безнадёга».

## Экранизация
В августе 2019 года было объявлено об экранизации романа с Пабло Траперо в режиссёрском кресле и Энди Мускетти и Барбарой Мускетти в качестве продюсеров.